# Bảo tàng Lịch sử Máy tính và Công nghệ Thông tin
Bảo tàng Lịch sử Máy tính và Công nghệ Thông tin (tiếng Ba Lan: Muzeum Historii Komputerów i Informatyki) là một bảo tàng tọa lạc tại số 2 Quảng trường Quốc hội Silesian, Katowice, Ba Lan.

## Lược sử hình thành
Bảo tàng Lịch sử Máy tính và Công nghệ Thông tin được thành lập vào ngày 12 tháng 12 năm 2012. Bảo tàng là viện bảo tàng duy nhất ở Ba Lan thực hiện các công việc vận hành và khôi phục trên các hệ thống máy tính thuộc dòng ODRA 1305. Quá trình đưa các hệ thống trở lại hoạt động được gọi là "Chiến dịch Thanasis". Từ năm 2018, Bảo tàng Lịch sử Máy tính và Công nghệ Thông tin thiết lập quan hệ hợp tác với Bảo tàng Máy tính Quốc gia của Vương quốc Anh để thực hiện các công việc trùng tu trong lĩnh vực phần mềm cho máy tính ODRA 1305.

## Triển lãm
Bộ sưu tập của Bảo tàng hiện đang bao gồm các triển lãm chia thành ba khoảng thời gian:
- thập niên 60 và 70 của thế kỷ 20
- thập niên 80
- thập niên 90

Các hiện vật trong bộ sưu tập của Bảo tàng có nguồn gốc từ việc Bảo tàng mua lại hoặc là nhận quà tặng của các cá nhân và tổ chức như: Kroll Ontrack, MOSiR Zabrze, IBM Serwis, Huta Pokój, và nhiều tổ chức khác.

Tính đến năm 2017, Bảo tàng Lịch sử Máy tính và Công nghệ Thông tin có 3.943 máy tính.

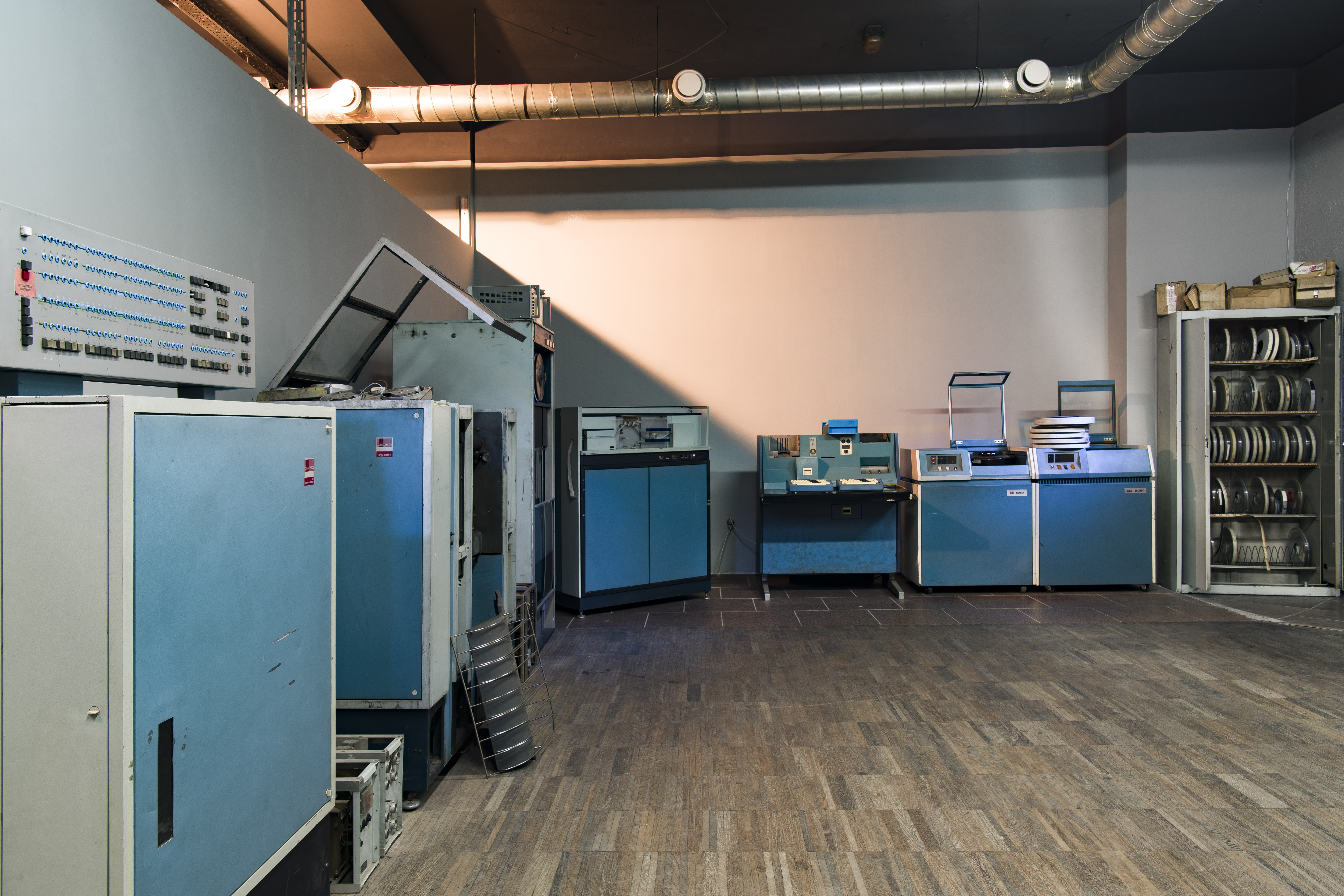